# Apeadero de Várzea da Mão
El Apeadero de Várzea da Mão fue una plataforma ferroviaria de la Línea del Algarve, que servía a la localidad de Várzea da Mão, en el ayuntamiento de Loulé, en Portugal.

## Historia
Este apeadero se encontraba en el tramo entre Amoreiras-Odemira y Faro, cuya inauguración tuvo lugar el 1 de julio de 1889.